# The Dictator (1922)
The Dictator é um filme mudo de comédia dramática produzido nos Estados Unidos e lançado em 1922.